# Vavřinec Giustiniani
Svatý Vavřinec Giustiniani, CRL (1. července 1381, Benátky – 8. ledna 1456, tamtéž) byl benátský římskokatolický biskup a první benátský patriarcha. Katolická církev jej uctívá jako světce.

## Život

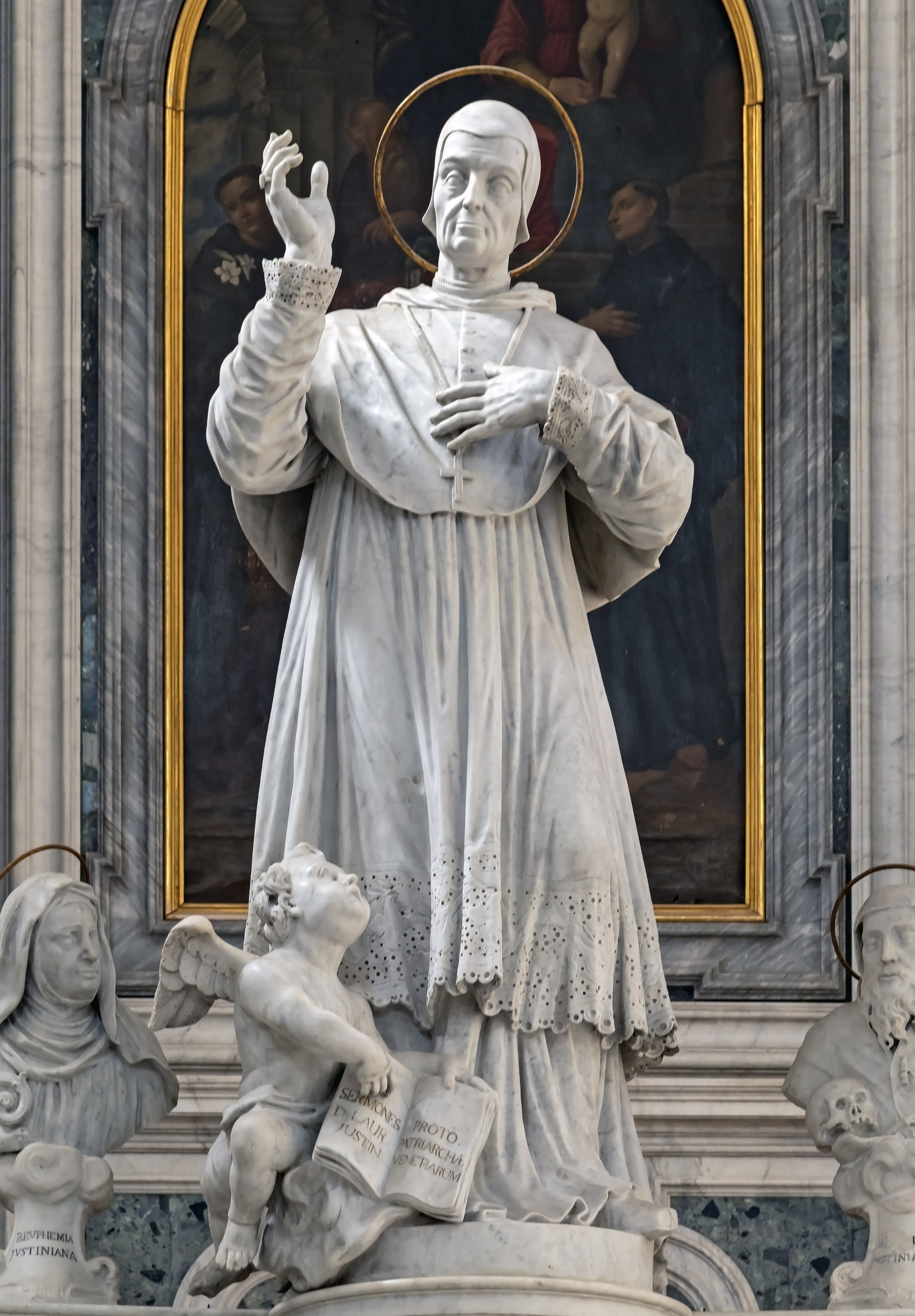
Socha sv. Vavřince Giustiniani v katedrále Nanebevzetí Panny Marie v Padově

Narodil se do významné benátské rodiny Giustiniani, ze které pochází i několik jiných světců. Jeho zbožná matka jej inspirovala k duchovnímu životu. Roku 1404 se poté, co byl vysvěcen na jáhna připojil na doporučení svého strýce (který byl knězem) ke komunitě řádných lateránských kanovníků, žijících mnišskou formou života. Spolubratři jej obdivovali pro jeho ctnosti. Roku 1407 byl vysvěcen na kněze a o dva roky poté se stal převorem svého kláštera. Později se stal generálem celého řádu.
Roku 1433 jej papež Evžen IV. jmenoval biskupem z Castello. Ve svém úřadu inicioval několik reforem v chodu diecéze. Roku 1451 papež Mikuláš V. diecézi Castello zrušil a její území převedl pod nově vzniklý benátský patriarchát, a sv. Vavřince jmenoval prvním patriarchou. Během jeho pobytu v úřadu padla Konstantinopol, se kterou vedla Benátská republika důležitý obchodní vztah do rukou muslimů a lidé se báli o budoucnost. Snažil se proto lid duchovními způsoby uklidnit, čímž pomáhal ke klidnějšímu řešení situace. I přes svůj úřad žil velmi asketickým způsobem života.
Zemřel v pověsti svatosti dne 8. ledna 1456 v Benátkách.

## Úcta
Blahořečen byl papežem Klementem VII. roku 1524 a svatořečen dne 16. října 1690 papežem Alexandrem VIII. Papež Inocenc XII. stanovil jeho památku na 5. září (výročí biskupského svěcení). Později byla jeho památka přesunuta na 8. ledna (výročí úmrtí). Je patronem benátského patriarchátu.

### Související články

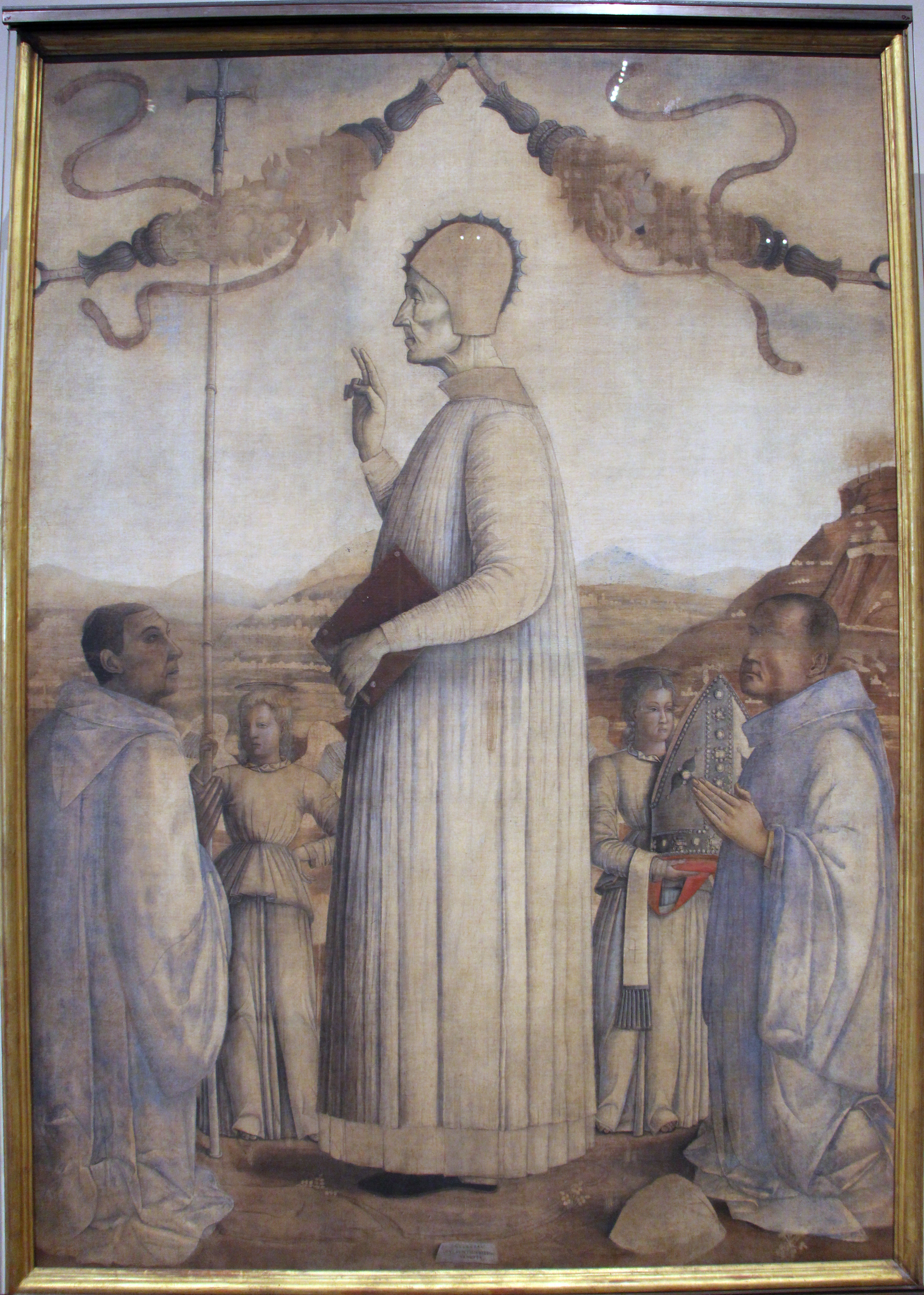
Obraz sv. Vavřince Giustiniani